# Jacek Gutorow
Jacek Gutorow (ur. 12 września 1970 w Grodkowie) – polski poeta, tłumacz, krytyk literacki, badacz literatury i eseista.

## Działalność
Urodził się w rodzinie wysiedlonej z Kozłowa i Dalnicza na Kresach Wschodnich. Ukończył filologię angielską na Uniwersytecie Opolskim. W 1999 r. uzyskał stopień doktora na Uniwersytecie Śląskim za pracę: „Auto/biography and Deconstruction. Thompson, de Quincey and W.B. Yeats”, a w 2008 stopień doktora habilitowanego za rozprawę o poezji Wallace’a Stevensa. Pracuje w Instytucie Filologii Angielskiej Uniwersytetu Opolskiego. Mieszka w Opolu. Debiutował wierszami na łamach „NaGłosu” w 1993 r. Wydał siedem zbiorów poezji i sześć tomów rozpraw i szkiców.

## Nagrody i wyróżnienia
- 1998 – wyróżnienie w konkursie o Nagrodę im. Kazimiery Iłłakowiczówny na najlepszy książkowy debiut poetycki roku za tom Wiersze pod nieobecność[2]
- 2003 – nagroda im. Ludwika Frydego przyznana przez Sekcję Polską Międzynarodowego Stowarzyszenia Krytyków Literackich oraz Fundację Kultury Polskiej za zbiór szkiców literackich Niepodległość głosów[2]
- 2009 – nominacja do Nagrody Literackiej Nike za tom Inne tempo[3]
- 2009 – nominacja do Nagrody Literackiej Gdynia za tom Inne tempo[4]
- 2016 – nominacja do Nagrody im. Krystyny i Czesława Bednarczyków za tom Kartki
- 2018 – nominacja do Wrocławskiej Nagrody Poetyckiej „Silesius” w kategorii książka roku za tom Rok bez chmur[5]
- 2018 – nominacja do Orfeusza – Nagrody Poetyckiej im. K.I. Gałczyńskiego za tom Rok bez chmur[6]

## Poezja
- Wiersze pod nieobecność, Ośrodek Kultury i Sztuki, Wrocław 1997
- Aurora, Stowarzyszenie Literackie im. K.K.Baczyńskiego, Łódź 2001
- X, Biuro Literackie, Legnica 2001
- Linia życia, Znak, Kraków 2006
- Inne tempo, Biuro Literackie, Wrocław 2008
- Nad brzegiem rzeki: 1990-2010, Biuro Literackie, Wrocław 2010 (zbiór poprzednich pięciu tomów i nowe wiersze)
- Kartki, EMG, Kraków 2015
- Rok bez chmur, WBPiCAK, Poznań 2017

## Szkice, eseje
- Na kresach człowieka. Sześć esejów o dekonstrukcji, Wydawnictwo Uniwersytetu Opolskiego, Opole 2001
- Niepodległość głosu. Szkice o poezji polskiej po 1968 roku, Znak, Kraków 2003
- Urwany ślad, Biuro Literackie, Wrocław 2007
- Luminous Traversing. Wallace Stevens and the American Sublime, Wydawnictwo Uniwersytetu Opolskiego, Opole 2007 (wydanie drugie, poszerzone: Peter Lang, Frankfurt am Main – Berlin – Bern – Bruxelles – New York – Oxford – Warszawa – Wien 2012)
- Księga zakładek, Biuro Literackie, Wrocław 2011
- Życie w rozproszonym świetle. Eseje, Wydawnictwo Ossolineum, Wrocław 2016
- Monaten, Wydawnictwo Fundacja im. Tymoteusza Karpowicza. Wrocław 2018
- Pęknięty kryształ. Szkice o modernistach, Wydawnictwo Uniwersytetu Opolskiego, Opole 2019
- W labiryncie. Szkice o książkach i ideach, Wydawnictwo Uniwersytetu Opolskiego, Opole 2025

## Przekłady
- Simon Armitage, Nocna zmiana i inne wiersze, Biuro Literackie, Legnica 2003, ISBN 83-88515-42-X (przekład razem z Jerzym Jarniewiczem)[7]
- Wallace Stevens, Żółte popołudnie, Biuro Literackie, Wrocław 2008, ISBN 978-83-60602-73-7[8]
- Ron Padgett, Nigdy nie wiadomo, Instytucja Kultury Ars Cameralis Silesiae Superioris, Katowice 2008
- Mark Ford, Chwila nieuwagi (wspólnie z Adamem Zdrodowskim), Instytut Mikołowski, Mikołów 2014
- Wygnani z raju. David Jones, Geoffrey Hill, Charles Tomlinson, Fundacja na Rzecz Kultury i Edukacji im. Tymoteusza Karpowicza, Wrocław 2016
- Oko wie lepiej. Ashbery, Clover, Cole, Wydawnictwo J, Wrocław 2018.
- Simon Armitage, Mało brakowało z Jerzym Jarniewiczem, Wydawnictwo J, Wrocław 2019.